# Campofelice di Roccella
Campofelice di Roccella (Kampufiliči in siciliano) è un comune italiano di 7 787 abitanti della città metropolitana di Palermo in Sicilia.

## Caratteristiche geografiche-storiche

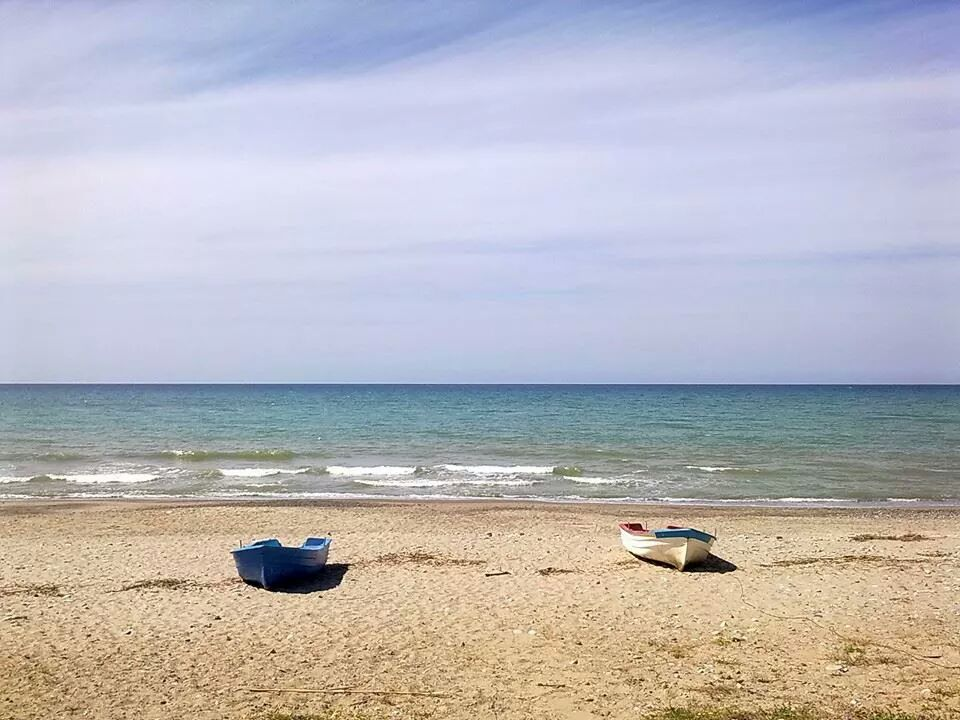
Il litorale

Nel 1699 il casale di "Roccella" venne fondato con apposita licentia populandi dal principe palermitano don Gaspare La Grutta Guccio (figlio di Don Vincenzo La Grutta Palmeri e Donna Isabella Guccio Bussolino, originari di Terranova, oggi Gela) su una collina dei propri possedimenti pertinenti l'antico "castello della Roccella" situato sul mare. Il principe, che aveva da poco ottenuto il feudo, fece costruire cento case, quattordici botteghe, una fonte e una chiesa dedicata a santa Rosalia.
Dopo poco il casale venne venduto alla famiglia Marziani, della quale restò in possesso per il secolo successivo.
Negli ultimi anni vi è stato un incremento del patrimonio edilizio destinato al turismo stagionale.

## Riferimenti letterari
Il casale di Roccella è probabilmente citato all'interno di un componimento di Rambaldo di Vaqueiras, con altri centri siciliani. Si tratta di un vers rivolto a Bonifacio I del Monferrato, in cui il trovatore ricorda la spedizione in Sicilia, realizzata per volere di Enrico IV nel 1194, a cui egli stesso aveva partecipato al fianco del marchese del Monferrato:
| Et a Messina vos cobri del blizo; en la batalha vos vinc en tal sazo que·us ferion pel pietz e pel mento darz e cairels, sagetas e lanso, lansas e brans e coutels e fausso. E quan prezes Randas e Paterno, Rochel'e Terme e Lentin et Aido, Plass'e Palerma e Calatagiro, fui als premiers, sotz vostre gonfayno. | E a Messina vi coprii con lo scudo; nella battaglia accorsi a voi nel momento che vi colpivano nel petto e al mento dardi e quadrelle, frecce e lancioni, lance e spade e coltelli e falcioni. E quando prendeste Randazzo e Paternò, Roccella, Termini, Lentini, Aidone, Piazza, Palermo e Caltagirone, io fui tra i primi sotto il vostro gonfalone |

## Roccella Music Festival
Dal 2008 al 2012 il Comune di Campofelice di Roccella ha ospitato il "Roccella Music Festival", manifestazione musicale organizzata e diretta da Ignazio Dolce, che ospita all'interno della giuria Giulio Rapetti (in arte Mogol). Il premio per il primo classificato è una borsa di studio per il CET.

## Società

### Evoluzione demografica
Abitanti censiti

## Clima
| Campofelice di Roccella | Mesi | Mesi | Mesi | Mesi | Mesi | Mesi | Mesi | Mesi | Mesi | Mesi | Mesi | Mesi | Stagioni | Stagioni | Stagioni | Stagioni | Anno |
| Campofelice di Roccella | Gen  | Feb  | Mar  | Apr  | Mag  | Giu  | Lug  | Ago  | Set  | Ott  | Nov  | Dic  | Inv      | Pri      | Est      | Aut      | Anno |
| ----------------------- | ---- | ---- | ---- | ---- | ---- | ---- | ---- | ---- | ---- | ---- | ---- | ---- | -------- | -------- | -------- | -------- | ---- |
| T. max. media (°C)      | 14,2 | 14,6 | 16,0 | 18,5 | 22,5 | 26,4 | 29,2 | 29,5 | 27,0 | 22,9 | 18,9 | 15,7 | 14,8     | 19,0     | 28,4     | 22,9     | 21,3 |
| T. min. media (°C)      | 8,5  | 8,5  | 9,4  | 11,3 | 14,6 | 18,6 | 21,3 | 22,0 | 20,0 | 16,3 | 12,8 | 10,1 | 9,0      | 11,8     | 20,6     | 16,4     | 14,5 |
| Precipitazioni (mm)     | 71   | 59   | 47   | 40   | 20   | 7    | 5    | 13   | 37   | 80   | 72   | 76   | 206      | 107      | 25       | 189      | 527  |

## Amministrazione
Di seguito è presentata una tabella relativa alle amministrazioni che si sono succedute in questo comune negli ultimi decenni.
| Periodo           | Periodo           | Primo cittadino           | Partito                     | Carica              | Note  |
| ----------------- | ----------------- | ------------------------- | --------------------------- | ------------------- | ----- |
| 29 luglio 1988    | 3 agosto 1989     | Domenico Morici           | Democrazia Cristiana        | Sindaco             | [ 9 ] |
| 3 agosto 1989     | 26 giugno 1990    | Serafino Amato            | Democrazia Cristiana        | Sindaco             | [ 9 ] |
| 26 giugno 1990    | 30 maggio 1991    | Francesco Palazzolo       | Partito Socialista Italiano | Sindaco             | [ 9 ] |
| 7 giugno 1993     | 1º dicembre 1997  | Giuseppe Schimmenti       | Lista civica                | Sindaco             | [ 9 ] |
| 1º dicembre 1997  | 1º settembre 2000 | Domenico Longo            | L'Ulivo                     | Sindaco             | [ 9 ] |
| 1º settembre 2000 | 27 novembre 2000  | Carlo Pecoraro            |                             | Comm. straordinario | [ 9 ] |
| 27 novembre 2000  | 13 giugno 2006    | Antonino Felice Dolce     | Lista civica                | Sindaco             | [ 9 ] |
| 22 luglio 2005    | 13 giugno 2006    | Salvatore Rocca           |                             | Comm. straordinario | [ 9 ] |
| 13 giugno 2006    | 31 maggio 2011    | Francesco Vasta           | Lista civica                | Sindaco             | [ 9 ] |
| 31 maggio 2011    | 9 giugno 2013     | Francesco Vasta           | Lista civica                | Sindaco             | [ 9 ] |
| 9 giugno 2013     | 11 giugno 2018    | Rosario Massimo Battaglia | Lista civica                | Sindaco             | [ 9 ] |
| 11 giugno 2018    | 29 Maggio 2023    | Michela Taravella         | lista civica                | Sindaco             | [ 9 ] |
| 29 Maggio 2023    | in carica         | Giuseppe Di Maggio        | lista civica                | Sindaco             | [ 9 ] |

## Infrastrutture e trasporti

### Strade
Il Comune è interessato dalle seguenti direttrici stradali:
- Settentrionale Sicula

### Ferrovie
Il comune è servito dalla stazione di Campofelice che si trova sulla linea Palermo-Messina. La stazione è a 1,7 km dal centro del paese.

## Media

### Radio
- R.B. Stereo Sound
- Radio Insieme 89 (emittente non più attiva)

## Sport

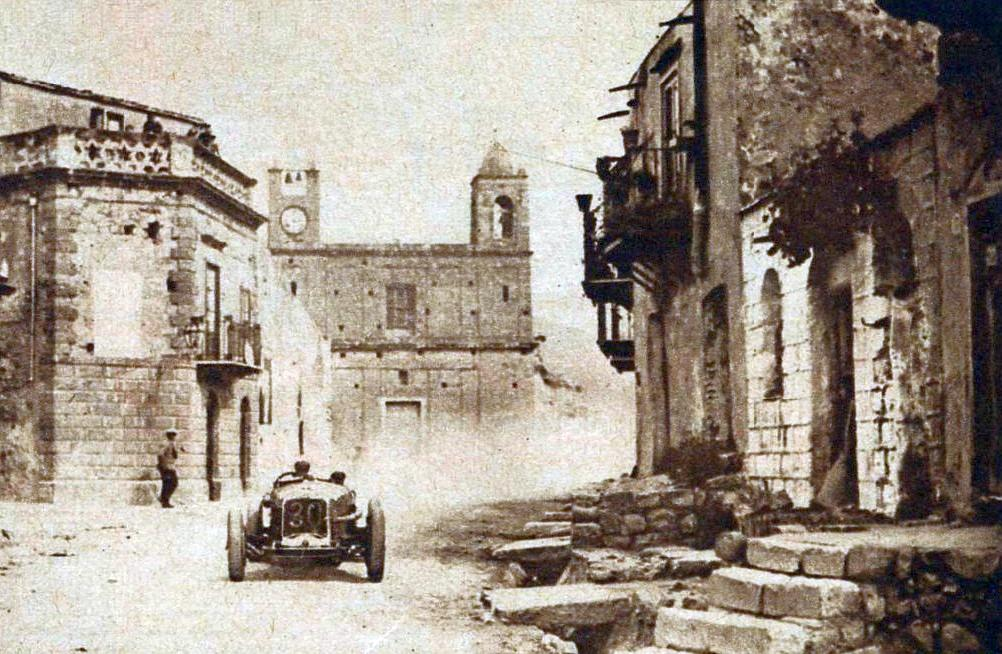
Achille Varzi, vincitore della Targa Florio del 1930, attraversa Campofelice

### Calcio
La città è costituita da due squadre dilettantistiche, le quali sono: "a.s.d. Soccer Tirreno" e "a.s.d. Città di Campofelice di Roccella".